# Haizhu
Haizhu är ett stadsdistrikt i centrala Guangzhou i provinsen Guangdong i sydöstra Kina.
Haizhu är indelat i 18 stadsdelsdistrikt (jiedao).
- Binjiang (滨江街道)
- Changgang (昌岗街道)
- Chigang (赤岗街道)
- Fengyang (凤阳街道)
- Guanzhou (官洲街道)
- Haichuang (海幢街道)
- Huazhou (华洲街道)
- Jianghai (江海街道)
- Jiangnanzhong (江南中街道)
- Longfeng (龙凤街道)
- Nanhuaxi (南华西街道)
- Nanshitou (南石头街道)
- Nanzhou (南洲街道)
- Pazhou (琶洲街道)
- Ruibao (瑞宝街道)
- Shayuan (沙园街道)
- Sushe (素社街道)
- Xingang (新港街道)